# 斑翅食蜜鸟
，是雀形目斑食蜜鸟科斑食蜜鸟属的一种鸟类。
斑翅食蜜鸟体重约8.7克，翼长约56.5毫米，嘴峰长约8毫米，喙宽度约3.2毫米，喙厚度约3.7毫米，跗蹠长约17.4毫米，尾长约27.6毫米。斑翅食蜜鸟在其分布区内为留鸟，其栖息在半开放的高大树木组成的森林中，食性为杂食性，主要食物来源是陆生无脊椎动物。

## 亚种
- ：分布于昆士兰州东北部。
- ：分布于昆士兰州东南部至南澳大利亚州、塔斯马尼亚州；南澳大利亚州西南部。
- ：分布于西澳大利亚州西南部至维多利亚州西北部和新南威尔士州南部。[4]